# NGC 7053
NGC 7053 (другие обозначения — PGC 66610, UGC 11727, IRAS21188+2252, MCG 4-50-9, 2ZW 124, ZWG 471.8, NPM1G +22.0620) — галактика в созвездии Пегас.
Этот объект входит в число перечисленных в оригинальной редакции «Нового общего каталога».
В галактике вспыхнула сверхновая SN 2003ep типа Ia, её пиковая видимая звездная величина составила 15,7.